# Sankarani
Sankarani is een gemeente (commune) in de regio Sikasso in Mali. De gemeente telt 7600 inwoners (2009).